# Modri grašičar
Modri grašičar (znanstveno ime Polyommatus semiargus), je palearktična vrsta metuljev iz družine modrinov (Lycaenidae).

## Opis
Gre za večjega predstavnika modrinov, ki ima premer kril med 25 in 32 mm. Samci imajo zgornjo stran temno modrih kril okrašeno s črnimi žilami, ob robu sprednjih in zadnjih kril pa poteka ozek črn pas. Samice imajo zgornjo stran kril enotno temno rjave barve s kovinsko vijoličnim leskom. Belo obrobljene črne pege, ki so enako velike na sprednjih in zadnjih krilih, oblikujejo značilen vzorec na sivo rjavi spodnji strani kril pri obeh spolih. Ozek pas ob telesu na spodnji strani kril je pri obeh spolih zelenkasto modre barve.
- Cyaniris semiargus ♂
- Cyaniris semiargus ♂  △

## Podvrste
Priznane so naslednje podvrste:
- Polyommatus semiargus semiargus (Evropa, Kavkaz, Sibirija, daljnji vzhod)
- Polyommatus semiargus altaiana (Tutt, 1909) (Tjanšan, Altaj, Sajan, Transbajkalija)
- Polyommatus semiargus amurensis (Tutt, 1909) (porečje Amurja, Usuri, Japonska)
- Polyommatus semiargus atra (Grum-Grshimailo, 1885) (Gisar, Altaj, Darvaz)
- Polyommatus semiargus jiadengyunus (Huang & Murayama, 1992) (Altaj)
- Polyommatus semiargus maroccana (Lucas, 1920 (Maroko)
- Polyommatus semiargus tartessus (Gil-T. & Huertas, 2007) (jugozahodna Španija)
- Polyommatus semiargus transiens Melcon, 1910 (Španija)
- Polyommatus semiargus uralensis (Tutt, 1909) (Ural)

## Razširjenost
Modri grašičar je razširjen po celotni celinski Evropi, celo po arktičnem krogu, delih Azije z zmernim podnebjem, Mongoliji, Bližnjem Vzhodu, in Maroku, kjer poseljuje travnike, pašnike in travišča do nadmorske višine okoli 2200 m. Raziskave kažejo, da mu bolj ustrezajo negnojene površine.